# 张骞墓
张骞墓是位于陕西省汉中市城固县博望乡的西汉名臣博望侯张骞的坟墓。根据历史记载，张骞逝世于公元前114年汉武帝时期。1938-1939年，国立西北联合大学对该墓的考古挖掘工作确认了此墓属于张骞。2014年，张骞墓作为相关遗址入选世界文化遗产「丝绸之路─长安-天山廊道的路网」。

## 历史记载
公元前114年，张骞“为大行而卒，冢在汉中”。此后近千年历史里，张骞墓的未见于古籍文献中。
南宋王象之的《舆地纪胜》记载：“张骞......墓在城固县西二十三里，有碑，文字磨灭，不可辨”；《南史·齐宗室传》记载：“梁州（今汉中）有古墓，曰尖冢，或云张骞坟”；明嘉靖《城固县志·地理志》载：“石虎，西八里，地有二石，形如卧虎，列于张骞墓前”。
清代陕西巡抚毕沅在对古籍进行调查研究后，认定汉中城固发现的确为张骞墓，立碑撰写「汉博望侯，张公骞墓」。这是目前张骞墓碑中年代最早的一块（1776年）。
在西北联大对1938年对张骞墓进行发掘前，史书中存在对张骞墓挖掘的记载：《南史·齐宗室传》记载：“欲有发者，辄闻鼓角与外相拒，椎埋者惧而推。谓无此理，求自监督。及开，惟有银镂、铜镜、方尺。”清袁枚 《子不语 》记载：“盗入张骞墓，见残漆棺 。”

## 历史

### 西北联大考古
1938年5月，国立西北联合大学考古委员会计划对陕南各县文物古迹进行调查。调查首先从城固的张骞墓开始，主要出发点是鉴于张骞凿空西域的壮举与当时抗战情势，他们认为调查张骞墓既能满足研究需要，又能唤醒民族精神。
5月21日，调查人员在墓地周围的下李何、饶家营、季家营等村收集到大量绳纹残砖、残瓦及花纹陶片等。据此，考古委员会对张骞墓地的工作做出计划：首先，发掘张骞墓墓前石兽，并筑台陈列保护；其次，修葺张骞墓本体；第三，寻找张骞墓周边可能与之相关的石刻；最后，立碑记述考古工作经过。
7月3日，对石兽发掘工作开始，因其体积不大，入土不深，当日工作即完成。
在石兽发掘工作时，考古委员会得知张骞墓东部已有一洞，据悉是1932年被雨水冲开。洞中出露汉代花纹砖砌成的拱门门楣，侧立二十余砖，砖下为一洞，洞周泥土虚松，有一推即倒之势。为了防止该墓被盗掘，考古委员会决定对发掘和清理张骞墓。
发掘工作于8月24日开始，8月31日结束。由于连日大雨，地下水涌出，墓中积水甚多，考古工作难以继续。同时由于预算经费见底，发掘只能暂停。发掘清理工作并未到底，但对该墓形制已有了解。
发掘出的物品中，最重要的是一块封泥印字纹陶片，正面有阳文四字，似为“博望侯造(或铭)”。另还出土有14枚汉代五铢钱。墓道第一、二道门及甬道也确认为汉砖砌筑。综合以上证据和史记记载，考古工作者认为此墓属于西汉张骞。发掘过程中的出土物品还有宋代瓷片、嘉庆铜钱乃至现代瓷片，说明该墓历史上被盗扰较为严重。

### 中华人民共和国时期
文化大革命时期（1966-1976年），1967年张骞墓遭到“破四旧”，墓前石虎受到破坏，石兽被砸碎（据专家考证石兽为汉代遗物）。期间，张骞家庙被毁、族谱被烧，张骞墓清明祭祀活动暂停。1976年，被砸碎的石兽粘复，移置墓前10米修台陈设。改革开放后，1979年起，每逢清明节，张氏户族毁举行大规模的祭祀活动。1980年代初，城固县为张骞重修陵园、纪念馆。